# Modena Football Club 1932-1933
Questa pagina raccoglie i dati riguardanti il Modena Football Club nelle competizioni ufficiali della stagione 1932-1933.

## Rosa
| N. |                   | Ruolo | Calciatore           |
| -- | ----------------- | ----- | -------------------- |
|    | Italia (bandiera) | D/A   | Aldo Aimi            |
|    | Italia (bandiera) | C     | Gino Ansaloni        |
|    | Italia (bandiera) | P     | Gino Archesso        |
|    | Italia (bandiera) | A     | Fortunato Baldinotti |
|    | Italia (bandiera) | D     | Mario Baraldi        |
|    | Italia (bandiera) | C     | Danilo Bazzani       |
|    | Italia (bandiera) | A     | Antonio Carnevali    |
|    | Italia (bandiera) | A     | Vasco Cavani         |
|    | Italia (bandiera) | C     | Afro De Pietri       |
|    | Italia (bandiera) | A     | Dante Fiorani        |
|    | Italia (bandiera) | P     | Armando Fiorini      |
|    | Italia (bandiera) | A     | Cesare Franchini     |
|    | Italia (bandiera) | D     | Gastone Innocenti    |
|    | Italia (bandiera) | C     | Venuto Lombatti      |

| N. |                   | Ruolo | Calciatore            |
| -- | ----------------- | ----- | --------------------- |
|    | Italia (bandiera) | C     | Giordano Malagoli     |
|    | Italia (bandiera) | C     | Lidio Manzotti        |
|    | Italia (bandiera) | A     | Arrigo Morselli       |
|    | Italia (bandiera) | A     | Angelo Piccaluga      |
|    | Italia (bandiera) | D     | Franco Pincelli       |
|    | Italia (bandiera) | C     | Italo Pizziolo        |
|    | Italia (bandiera) | A     | Pietro Righi          |
|    | Italia (bandiera) | D     | Zorè Sabbadini        |
|    | Italia (bandiera) | D     | Duilio Setti          |
|    | Italia (bandiera) | P     | Porthus Silingardi    |
|    | Italia (bandiera) | A     | Otello Subinaghi      |
|    | Italia (bandiera) | A     | Luigi Taccini         |
|    | Italia (bandiera) | A     | Giordano Bruno Zanasi |
|    | Italia (bandiera) | C     | Gino Zanni            |